# Тигровый астрильд
Тигровый астрильд, красная муния (лат. Amandava amandava) — птица из рода амандавы (Amandava) семейства вьюрковых ткачиков (Estrildidae). Используется как домашнее животное из-за яркого оперения самца во время брачного периода. В силу своего миролюбивого нрава, красивого оперения, относительной нетребовательности к условиям содержания эта маленькая (9—10 см) птичка пользуется заслуженной популярностью.

## Ареал
Ареал тигрового астрильда захватывает Индию, Пакистан, Южный Китай, Мьянму, Таиланд, южную часть Вьетнама, острова Ява, Бали, Ломбок. В Гималаях доходят до высоты 2000 метров.

## Описание
Длина тела составляет 10 см, размах крыльев 11—12 см.
Тигровый астрильд — единственный представитель всего подсемейства астрильдовых, который в брачный сезон меняет желтовато-серую окраску оперения на кирпично-красную. Кроме того, самцы и самки этого вида обладают довольно приятной, мелодичной песенкой. Правда, у самки она покороче и менее разнообразна.

Отличить самку от самца в негнездовой период довольно сложно. Ориентиром может служить лишь наличие желтизны на брюшке самки. Брюшко самца окрашено в серовато-белые тона. Но с приближением периода размножения самец покрывается отдельными пятнами красно-кирпичного цвета, начиная с головы и шеи. Примерно через месяц вся передняя часть его туловища становится из бледно-серой насыщенно-красной, брюшко — чёрным, а по бокам тела и на крыльях хорошо заметны белые пятнышки крупнее и больше количеством, чем у самки.

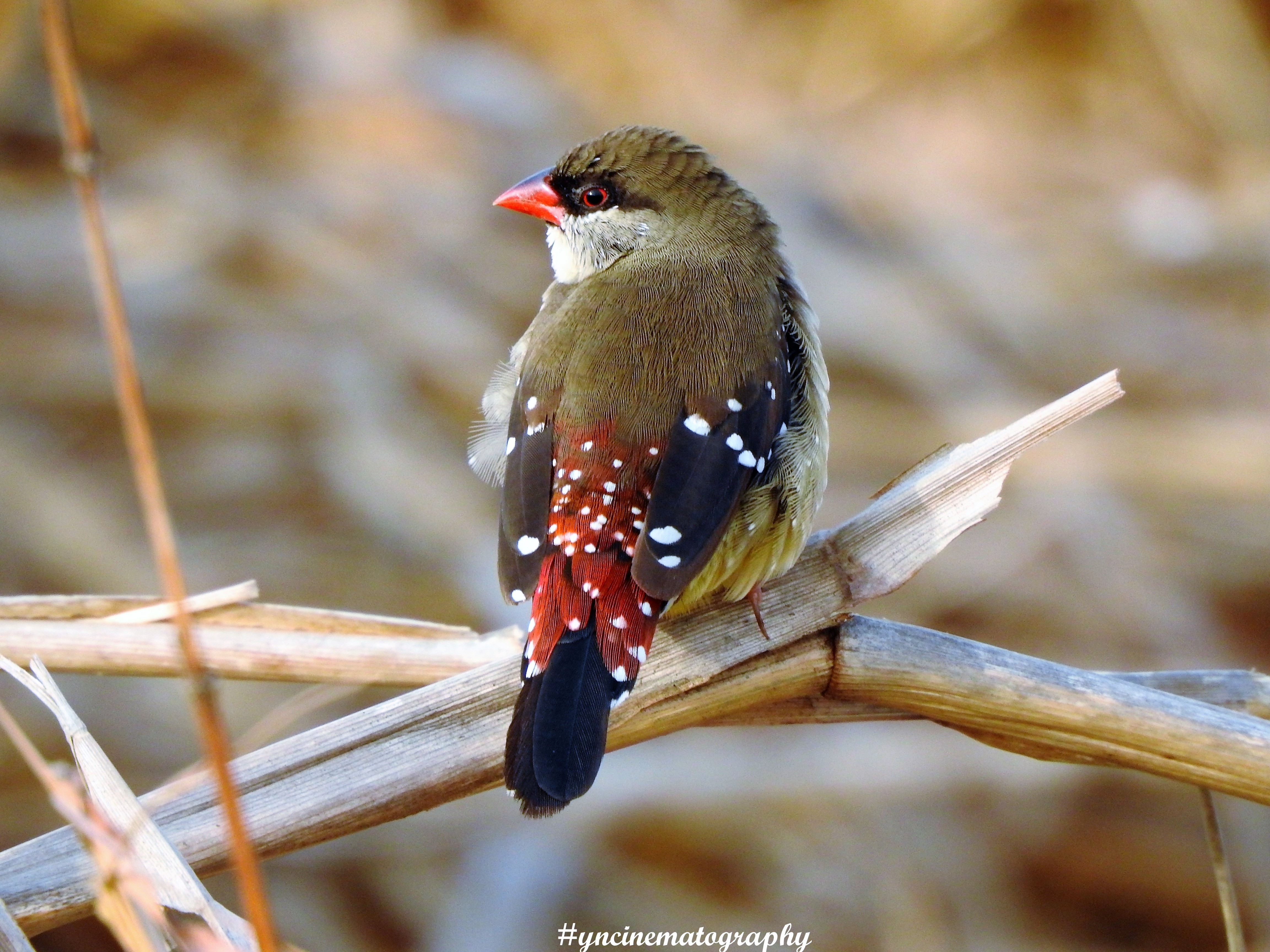
Самец
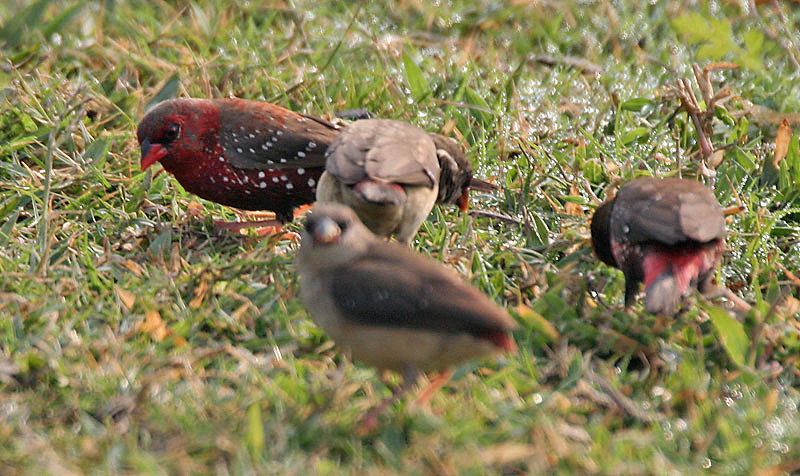
Небольшая стайка
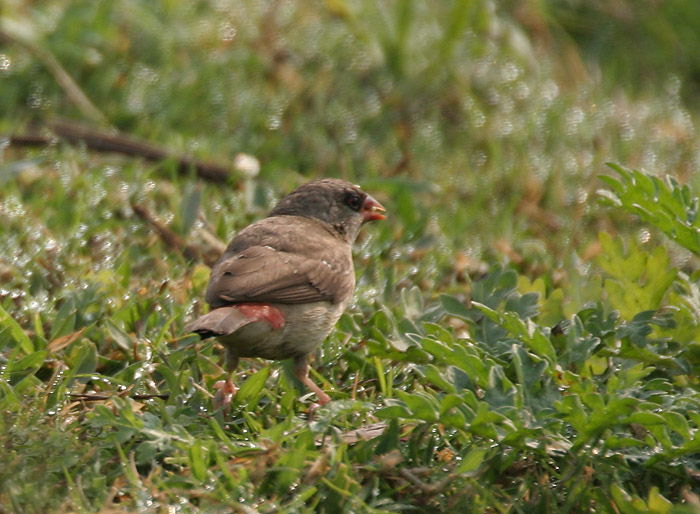
Самка

## Размножение
Во время гнездования тигровые астрильды живут парами или небольшими стайками. Гнездятся они два раза в год. Гнездо обычно устраивают в траве или на низком кустарнике (не выше 50 см от земли). В кладке обычно 5 яиц. В течение 12 суток яйца насиживают оба родителя — и самец, и самка. В возрасте 3 недель птенцы покидают гнездо.

## Содержание
Несмотря на происхождение из стран с тропическим климатом, тигровые астрильды нетребовательны к условиям содержания и хорошо переносят даже несильные морозы (до −5 °C). Они могут жить в уличных вольерах до глубокой осени. Но тигровые астрильды очень требовательны к наличию солнечного света. При его недостатке красный цвет у самцов темнеет и становится почти чёрным.
Кормом для птиц служат все сорта проса, канареечное семя, могар, семена сорных трав, различные мелкие насекомые, зелень, яичный корм. В период выкармливании птенцов следует регулярно давать мучных червей, мотыля, тлю и т. п. Суточная норма зернового корма — 1—1,5 чайных ложки на птицу.

### Размножение в неволе
Для размножения тигровым астрильдам лучше предоставить просторную вольеру, декорированную кустами, ветками или вьющимися растениями. Но можно обойтись и большой (80х40х60 см) клеткой. В просторном помещении их можно содержать и с другими видами астрильдовых, но не с родственными и агрессивными, во избежание ссор.
При наличии подходящего укрытия (густые ветки, куст) тигровые астрильды вьют из сухих травинок шарообразное гнездо. Но чаще они занимают искусственные гнездовья из двух сшитых канареечных гнездовых основ или деревянные домики размером 12х12х12 см с полуоткрытой передней стенкой. В одном из таких гнездовий они и устраивают своё гнездо, используя для этого мягкое сено, перья и т. п.
По окончании строительства гнезда самка откладывает четыре-шесть белых яиц. Днём обе птицы насиживают их поочерёдно, а ночью — вместе. Через 13-14 дней вылупляются птенцы, покрытые сероватым пухом с заметно фосфоресцирующими околоклювными валиками и характерным рисунком на внутренней полости рта. В первые дни они издают звуки, похожие на тихое поскрипывание, но к моменту вылета из гнезда голос меняется и становится похожим на негромкий стрёкот.
В возрасте 22-25 дней часто с ещё не сошедшим на голове пушком молодые птенцы покидают гнездо. Внешне они похожи на самку, но более тускло окрашены, клюв чёрный, надхвостье коричнево-красное, белые пятнышки отсутствуют.
Своеобразен способ выпрашивания птенцами корма у родителей. Птенец подскакивает к одному из родителей, опускает голову вниз и поднимает одно из крыльев, как бы загораживая конкурентов. Открытый рот с вращающимся языком направлен на взрослую птицу, сопровождается всё это довольно громкими трескучими звуками. Родители ещё 2-3 недели их кормят, после чего молодые начинают питаться самостоятельно. Этот момент можно определить по прекращению крика птенцов при выпрашивании корма.
В возрасте 3 месяцев у молодых птиц начинается первая линька, которая заканчивается к 6 месяцам. Самцы приобретают брачный наряд лишь к следующему сезону размножения.